# Mitsero
Mitsero (griechisch Μιτσερό; früher auch Micco) ist eine Gemeinde im Bezirk Nikosia auf Zypern.

## Geographie

### Geografische Lage

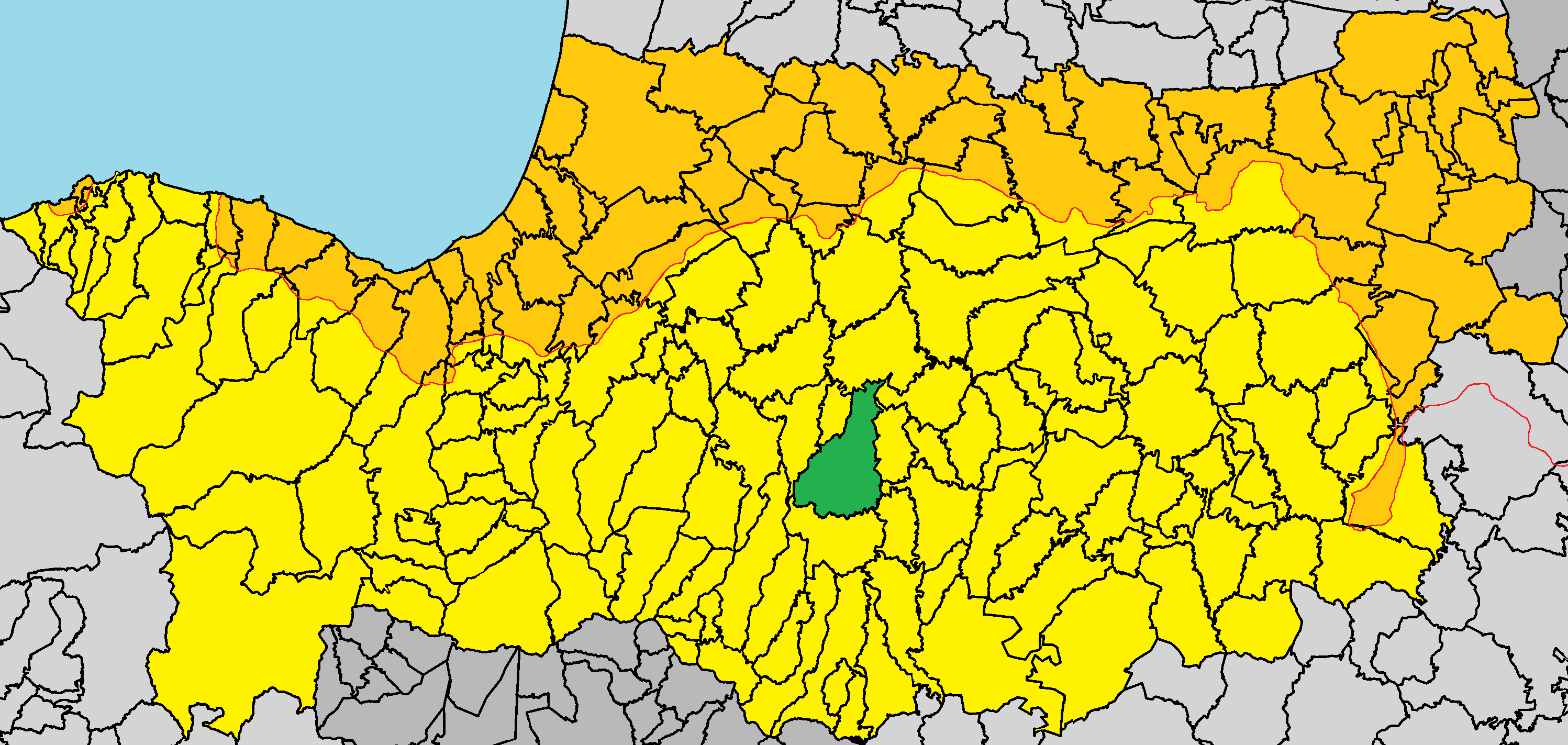
Lage im Bezirk Nikosia

Mitsero liegt im Bezirk Nikosia auf der Insel Zypern in der Republik Zypern auf einer Höhe von etwa 390 Meter. Es ist etwa 28 Kilometer südwestlich der Hauptstadt Nikosia und bekannt durch seine Minen und den Mitsero Red Lake, ein meist rot gefärbter See südwestlich der Gemeinde. Östlich befindet sich der Mitsero Green Lake und nordöstlich ein Stausee.

### Nachbargemeinden
Nordwestlich befindet sich Kato Moni, östlich Agrokipia und südlich Agios Epifanios.

### Geologie
In der Gemeinde sind verschiedenste Böden vorhanden. Darunter weiße-, rote- und gemischte Erde. Außerdem gibt es Kupfer, Gold und Pyrit.

### Klima
Im Winter ist es meist kalt, da die in der Nähe liegenden Flüsse die Temperatur senken, das gleiche im Sommer, nur dass es hier oft wärmer ist, als in den umliegenden Gebieten.
Anscheinend ist es darauf zurückzuführen, dass Luftmassen aus Troodos noch kälter oder wärmer zurückkommen und hier eingeschlossen werden.

## Geschichte
Im Jahr 1952 wurden die Minen um Mitsero eröffnet. Durch diese stieg die Bevölkerung schnell an und schaffte für viele Menschen in den umliegenden Dörfern Arbeitsplätze. 1966 wurden diese allerdings wieder aufgegeben, und der Mitsero Red Lake entstand.

## Bevölkerung
Bei der letzten Bevölkerungszählung im Jahr 2021 zählte man 789 Einwohner, darunter 354 Männer und 435 Frauen.

## Kultur und Sehenswürdigkeiten
- Der Mitsero Red Lake (auch Mitsero Mines Lake oder Kokkinopezoula) liegt südwestlich von Mitsero, der durch enthaltene Säure rot, orange bis gelblich erscheinen kann.[6] Östlich von Mitsero liegt der Mitsero Green Lake, ein grün gefärbter See.

- Die Heilige Kirche des Erzengels Michael (griechisch Ιερός Ναός Αρχαγγέλου Μιχαήλ) wurde im 19. Jahrhundert aus Stein erbaut, gewidmet dem Erzengel Michael.[7]

- Das Kostis Damianou Amphitheater erinnert an ein Theater aus der Antike und ist ein Zentrum kultureller Veranstaltungen.[8]